# Heinz Hermann Thiele
Heinz Hermann Thiele (Magonza, 2 aprile 1941 – Monaco, 23 febbraio 2021) è stato un imprenditore tedesco, presidente della Knorr-Bremse AG, produttore di freni per automobili, e presidente di Vossloh, produttore di tecnologia dei trasporti. Al momento della morte, era anche il singolo maggiore azionista della compagnia aerea tedesca Lufthansa AG. Con un patrimonio netto di 20,2 miliardi di dollari secondo  Bloomberg Billionaires Index (di 15,5 miliardi secondo Forbes) era la quarta persona più ricca della Germania..

## Biografia
Thiele è nato nel 1941 a Magonza, in Germania. La famiglia fuggì dalla Germania orientale durante la guerra e crebbe a Vlotho e Minden, ora nel Nord Reno-Westfalia. Suo padre, fatto prigioniero durante la seconda guerra mondiale, tornò nel 1945 e ricominciò la sua carriera come notaio e avvocato. La proprietà di famiglia a Berlino fu distrutta durante la guerra, e Thiele crebbe con mezzi finanziari limitati.
Si è diplomato nel 1961 e si è laureato in giurisprudenza presso l'Università Ludwig Maximilian di Monaco.
Thiele iniziò a lavorare per Knorr-Bremse nel 1969 come avvocato specialista in brevetti. È entrato a far parte del comitato esecutivo della società nel 1985. Quell'anno, quando il nipote del fondatore Georg Knorr volle vendere le sue azioni e la società era vicina al fallimento, Thiele fu incaricato di trovare un acquirente. Nelle trattative, Deutsche Bank gli disse che se l'avesse acquistata lui stesso, la banca avrebbe agito come garante. Acquistò così una partecipazione di controllo e in seguito divenne l'unico proprietario. In un'intervista con la Frankfurter Allgemeine Zeitung disse che, al momento dell'acquisto della società, non aveva ancora rimborsato l'ipoteca sulla sua casa. Raccontò anche di come si oppose al consiglio di una società di consulenza manageriale che aveva raccomandato all'azienda di lasciare i freni industriali e dedicarsi  invece alla pneumatica industriale. Thiele ha continuato a trasformare l'azienda fino a farla diventare leader di mercato nei freni ferroviari e pesanti.
Dopo essere diventato amministratore delegato dell'azienda nel 1987, Thiele ha avviato cambiamenti strutturali e ha ristretto l'attenzione del gruppo alla tecnologia dei freni. Nel 2007 è entrato a far parte del consiglio di sorveglianza della società.  Nel 2018, la società è diventata pubblica alla Borsa di Francoforte in quella che è stata considerata la seconda più grande offerta pubblica iniziale del paese del 2018. La sua famiglia e lui, come azionisti, hanno guadagnato 3,6 miliardi di dollari (3 miliardi di euro) dall'offerta pubblica.  Dopo essersi ritirato da tutte le posizioni operative nella società nel 2016, è tornato nel consiglio di sorveglianza come vice presidente nel 2020 dopo una crisi di gestione della società.
Thiele, che negli ultimi tempi aveva investito in Lufthansa in crisi, si mostrò insoddisfatto per il piano di salvataggio del governo per la compagnia aerea.  Nel giugno 2020 Thiele era il maggiore singolo azionista privato. Quando Lufthansa ha accettato un salvataggio statale durante la recessione del Coronavirus nel 2020, Thiele ha aumentato la sua partecipazione nella società dal 10% al 15,5%. In particolare, si oppose all'intenzione del governo di assumere una partecipazione del 20% nella compagnia aerea in cambio del salvataggio da 9 miliardi di euro per garantirne la solvibilità durante la pandemia. Ha detto: "Lufthansa ha bisogno, di un risanamento, non di una partecipazione statale".
Thiele era soprannominato dai sindacati tedeschi un "capitalista cavernicolo" dal momento che i suoi operai lavoravano 42 ore alla settimana mentre quelli del resto del settore ne lavoravano 35. La comunità imprenditoriale lo considerava invece un magnate dell'industria ferroviaria e un patriarca dell'industria.
I suoi investimenti filantropici includevano la Knorr-Bremse Global Care. Ha sponsorizzato l'Opera di Stato bavarese, il Museo d'arte Lenbachhaus, il Museo di scienza e tecnologia di Monaco e l'Università Tecnica di Monaco.
Thiele è morto il 23 febbraio 2021 a Monaco di Baviera all'età di 79 anni.

## Vita privata
Thiele e sua moglie, Nadia, ebbero due figli e vissero a Monaco. Sua figlia Julia è membro del consiglio di sorveglianza di Knorr-Bremse, mentre suo figlio Henrik è il fondatore di una startup di tecnologia di ricarica elettrica.

## Riconoscimenti
È stato insignito dell'Ordine al Merito della Repubblica Federale Tedesca e dell'Ordine al Merito bavarese.